# マッコイ・スタジアム
マッコイ・スタジアム（McCoy Stadium）は、アメリカのロードアイランド州ポータケットにある野球場。ボストン・レッドソックス傘下AAA級ポータケット・レッドソックスの本拠地である。
1942年にオープン。球場建設を推進したポータケット市長トーマス・P・マッコイの名を取り「マッコイ・スタジアム」となった。1946年から4シーズンの間、ボストン・ブレーブス傘下AA級ポータケット・スレイターズの本拠地となった。その後、1950年から16年間はプロに使用されることはなかったが、1966年になってクリーブランド・インディアンス傘下AA級ポータケット・インディアンスがここを本拠地にした。
インディアンスが2シーズンで移転し、2年の空白期間を経て、1970年にボストン・レッドソックス傘下AA級のチームがマサチューセッツ州ピッツフィールドから移転してきた。1973年にはAAA級に格上げになったこのチームが、現在までここを本拠地として使用しているポータケット・レッドソックスである。
収容人数はAAA級の球場としては少なめの約10,000人。アメリカの野球場では珍しく、客席がフィールドから1段上の高さに設置されている。

## 主要な出来事
- 1981年4月18日に行われたポータケット・レッドソックスとロチェスター・レッドウイングスの一戦は午後8時に試合が開始されたが、延長32回、翌日午前4時になっても決着がつかず、サスペンデッド・ゲームとなった。65日後の6月23日に続きが行われ、33回にレッドソックスが1点を入れ 3x - 2 でサヨナラ勝ちを収めた。この試合はアメリカのプロ野球史上最長の試合である。
- 2000年6月1日、大家友和がナイツ戦で完全試合を達成した（レッドソックス 2 - 0 ナイツ）。
- 2003年8月10日、ブロンソン・アローヨがバッファロー・バイソンズ戦で完全試合を達成した（レッドソックス 7 - 0 バイソンズ）。
- 2004年7月14日、AAAオールスターゲーム開催（インターナショナル・リーグ 4 - 3 パシフィック・コースト・リーグ）。
- 2006年4月26日、ダーラム・ブルズのデルモン・ヤングがストライクの判定に腹を立て、審判にバットを投げつける事件が発生。リーグからヤングに50試合出場停止の処分が下った。

| 前本拠地： ワーコナー・パーク 1965年 - 1969年 | ポータケット・レッドソックスの本拠地 1970年 - 現在 | 次本拠地： n/a - |